# Oblewo (Varmia y Masuria)
Oblewo [pronunciación en polaco: /ɔˈblɛvɔ/] (en alemán: Kolbitzbruch) es un pueblo en el distrito administrativo de Gmina Białun Piska, dentro del Distrito de Pisz, Voivodato de Varmia y Masuria, en el norte de Polonia. Se encuentra aproximadamente 4 kilómetros al norte de Białun Piska, 17 kilómetros al este de Pisz, y 104 kilómetros al este de la capital regional, Olsztyn.
Hasta 1945 el área era parte de Alemania (Prusia Oriental).
El pueblo tiene una población de 120 habitantes.